# 宍粟市立城下小学校
宍粟市立城下小学校（しそうしりつ じょうしたしょうがっこう）は兵庫県宍粟市山崎町にあった公立小学校。

## 概要
宍粟市の南西端に位置しており、校訓を敬愛・自立・理知と定めている。当校の生徒は「城下っ子」「城の子」と呼ばれる。

## 沿革
- 1884年（明治17年）以前 - 篠陽小学校上比地分校として設置。
- 1887年（明治20年）4月 - 上比地分校を廃止し、知新簡易小学校を設置。
- 1892年（明治25年）10月 - 学校令改正により城下尋常小学校と改称。
- 1955年（昭和30年）7月 - 山崎町立城下小学校と改称。
- 1994年（平成6年）4月 - 新校舎竣工。
- 2005年（平成17年）4月 - 山崎町・一宮町・波賀町・千種町の4町合併により宍粟市発足に伴い、宍粟市立城下小学校と改称[1]。
- 2025年（令和7年）3月31日 - 宍粟市立戸原小学校との統合により閉校。新年度より本校の校地・校舎を用いて宍粟市立山崎南小学校が開校する。

## 行事
「サルビア植え」や「城下ふれあい祭り」等が行われている。これらの行事のねらいは、地域と学校の連携を深めることとされている。

## 通学区域
- 山崎町御名、山崎町千本屋、山崎町野、山崎町船元、山崎町下広瀬、山崎町中井、山崎町鶴木、山崎町春安、山崎町段、山崎町金谷、山崎町上比地、山崎町中比地、山崎町下比地[2]

## 進学先中学校
- 宍粟市立山崎南中学校

## 通学区域が隣接している学校
- 宍粟市立戸原小学校
- 宍粟市立河東小学校
- 宍粟市立山崎小学校
- 宍粟市立山崎西小学校
- たつの市立西栗栖小学校
- たつの市立香島小学校